# レアンドロ・アウタイール・マシャード
レアンドロ・アウタイール・マシャード（1963年7月15日 - ）は、ブラジルの元サッカー選手、指導者。

## 来歴
2003年にJ1リーグの東京ヴェルディ1969のコーチに就任した。5月に監督のロリ・パウロ・サンドリが成績不振で解任され、監督代行として指揮を執った。6月にオズワルド・アルディレスが新監督に就任するまで、3試合の指揮を執り、2勝1敗だった。